# Lycomorpha deserta
Lycomorpha deserta är en fjärilsart som beskrevs av H.Edwards 1881. Lycomorpha deserta ingår i släktet Lycomorpha och familjen björnspinnare. Inga underarter finns listade i Catalogue of Life.